# Route nationale 2 (Martinique)
Pour les articles homonymes, voir Route nationale 2.

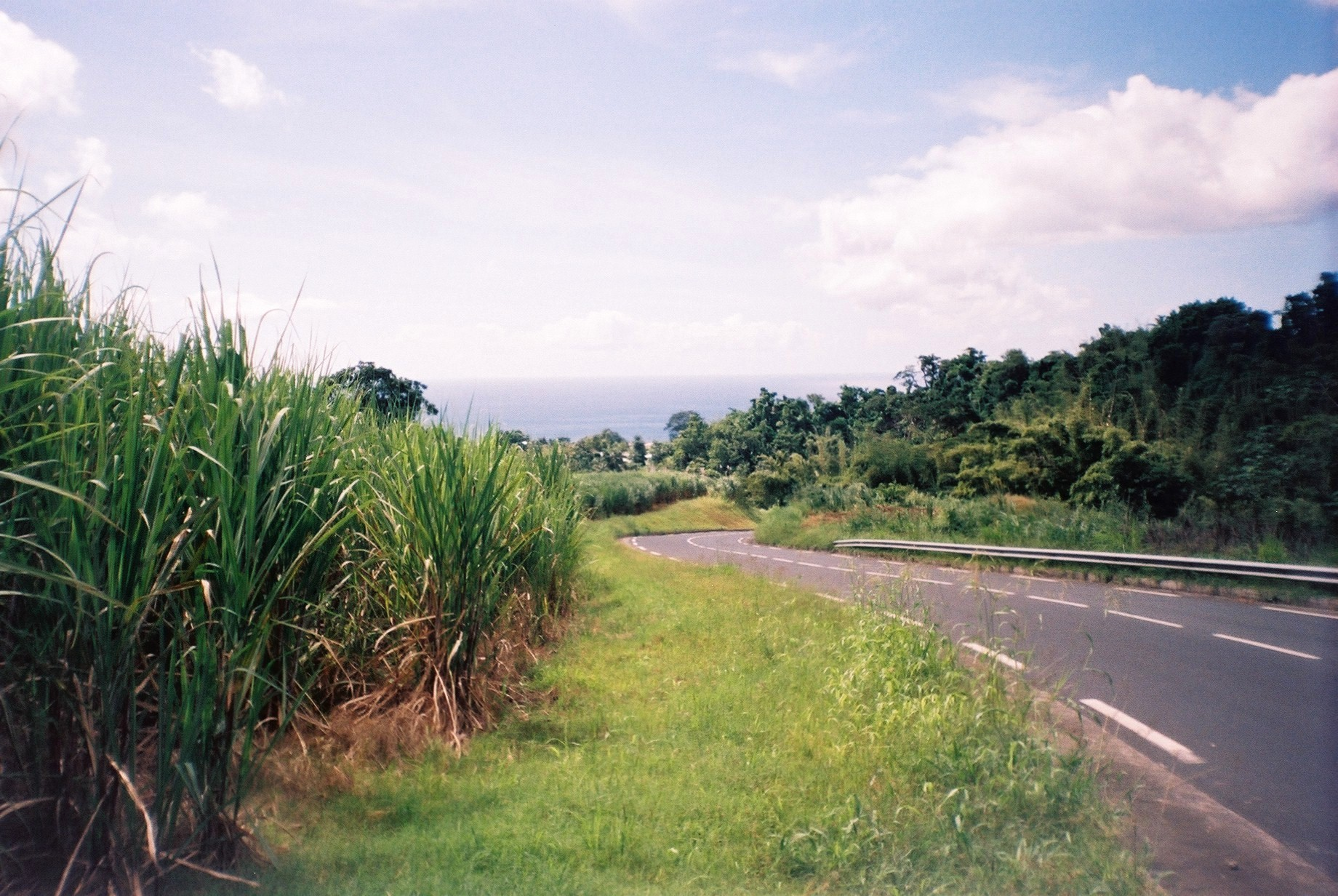
Route nationale 2 en Martinique

La Route nationale 2, ou RN 2, est une route nationale française en Martinique de 39 km, qui relie Fort-de-France (où elle est connectée à sa rocade) au Morne-Rouge par la côte Caraïbe via Saint-Pierre au nord de l'île.

## Tracé
- Fort-de-France, connectée à la rocade de Fort-de-France
- Schœlcher
- Fond Lahaye (Schœlcher)
- Case-Pilote
- Bellefontaine
- Le Coin (Le Carbet)
- Grand-Anse (Le Carbet)
- Le Carbet
- Saint-Pierre
- Le Morne-Rouge, connectée à la route de la Trace (RN 3)

## Sites desservis ou traversés
- Fort-de-France
- Case-Pilote : Église baroque jésuite (XVIIe siècle)
- Le Carbet : Parc aquatique Aqwaland, Distillerie Rhum Bally (XVIIIe siècle), Galerie d'Histoire et de la Mer, Musée Paul Gauguin
- Saint-Pierre : Ruines du bureau du Génie et des Ponts et Chaussées, Ruines de la Maison coloniale de santé, Ruines de l'ancien théâtre, Cachot de Cyparis, Église du Mouillage, Ruines de la chapelle de l'ancien asile Bethléem, Ruines de l'église du Fort, Ruines du cimetière du Fort, Ruines de l'ancienne Batterie d'Esnotz, Musée historique de Saint-Pierre, Centre d'information du Parc naturel Régional de la Martinique, Habitation Grand Réduit, Distillerie Rhum Depaz
- Parc naturel régional de la Martinique
- Côte nord-caraïbe